# Mireasă pentru fiul meu - Sezonul 5
Mireasă pentru fiul meu 5 este cel de-al cincilea sezon al show-ului matrimonial difuzat pe Antena 1, care a avut premiera pe 5 septembrie 2015. În ziua lansării 15 fete, 16 băieți și 4 mame au intrat în competiție, adică un număr de 35 de concurenți, cel mai mare număr de concurenți intrați de până acum. Premiza concursului va rămâne aceeași: un grup de persoane care nu se cunosc intră în casa „Mireasă pentru fiul meu” pentru a-și găsi jumătatea și pentru a câștiga Marele Premiu.

## Concurenții
| Nume               | Vârstă (la intrarea în concurs) | Locuință                    | Ocupație                    |      |
| Fete               | Fete                            | Fete                        | Fete                        | Fete |
| ------------------ | ------------------------------- | --------------------------- | --------------------------- | ---- |
| Adriana            | 25                              | Teleorman                   |                             |      |
| Cristina           | 20                              | Lupeni, Hunedoara           |                             |      |
| Natașa             | 26                              | Sălaj                       |                             |      |
| Oana               | 22                              | Constanța, Constanța        |                             |      |
| Ana Maria          | 22                              | Voluntari, Ilfov            |                             |      |
| Lavinia            | 26                              | Arad, Arad                  |                             |      |
| Mihaela            | 30                              | Constanța, Constanța        |                             |      |
| Liliana            | 23                              | București                   | animatoare                  |      |
| Cassandra          | 18                              | Ploiești, Prahova           | Dansatoare în cluburi       |      |
| Emilia             | 24                              | Chișinău, Republica Moldova | make up artist, hairstilist |      |
| Florentina         | 19                              | Râmnicu Vâlcea, Vâlcea      |                             |      |
| Valentina          | 25                              | Baia Mare, Maramureș        |                             |      |
| Crina              | 20                              | Iași, Iași                  |                             |      |
| Ella               | 20                              | Reșița                      |                             |      |
| Loredana           | 26                              | București                   |                             |      |
| Băieți             |                                 |                             |                             |      |
| Stoica Petru Tudor | 23                              | Girov, Neamț                |                             |      |
| Bizău Ciprian      | 31                              | Galați, Galați              | electrician auto            |      |
| Aurel              | 22                              | Târgoviște, Dâmbovița       |                             |      |
| Ștefan             | 20                              | Brăila, Brăila              |                             |      |
| Eduard             | 30                              | Brașov, Brașov              |                             |      |
| Mihai              | 28                              | Constanța, Constanța        |                             |      |
| Cosmin             | 21                              | Băilești, Dolj              |                             |      |
| Octavian           | 25                              | Bistrița, Bistrița-Năsăud   |                             |      |
| Valentin           | 22                              | Botoșani, Botoșani          |                             |      |
| Robert Iordache    | 19                              | București                   | Sportiv                     |      |
| Emanuel            | 31                              | Târgu Secuiesc, Covasna     | Casier                      |      |
| Constantin         | 30                              | Tălmaciu, Sibiu             | Barman                      |      |
| Alin               | 21                              | București                   |                             |      |
| Nicolae            | 30                              | Constanța, Constanța        |                             |      |
| Marius             | 32                              | Constanța, Constanța        |                             |      |
| Alexandru          | 20                              | Sibiu, Sibiu                |                             |      |
| Ionut Moisescu     | 20                              | Cilibia, Buzău              |                             |      |
| Marius David Iorga | 26                              | Pitești, Argeș              |                             |      |
| Florin Boncota     | 26                              | Constanța, Constanța        | actor videochat             |      |
| Catalin Movileanu  | 29                              | Bucuresti                   | psiholog                    |      |
| Alexandru Caroly   | 23                              | Sighișoara, Mureș           |                             |      |
| Vlăduț             | 19                              | Zănești, Neamț              |                             |      |
| Nicu               | 20                              | Albești, Prahova            |                             |      |
| Mame               |                                 |                             |                             |      |
| D-na. Luiza Stoica | 45                              | Girov, Neamț                | casnică                     |      |
| D-na. Virginica    | 58                              | Galați, Galați              | casnică                     |      |
| D-na. Mioara       | 62                              | Târgoviște, Dâmbovița       | casnică                     |      |
| D-na. Maria        | 68                              | Brăila, Brăila              | pensionară                  |      |
| D-na. Ioana        | 70                              | Albești, Prahova            | pensionară                  |      |

## Rezumatul Sezonului
| Săptămâna    | Ziua     | Rezumat |
| 1            | 1        | Noul sezon ”Mireasa pentru fiul meu” a inceput, iar intre baieti au aparut deja primele conflicte. Organizarea primei liste de cumparaturi le-a dat de furca baietilor. Emanuel, concurentul la ”Mireasa pentru fiul meu”, se afla in pericol de eliminare! Cu lacrimi in ochi, acesta afirma ca isi doreste o fata sincera, blanda si profunda. Concurentul a dorit sa faca un apel la camera de filmat, pentru a fi salvat de la eliminare. El considera ca merita o sansa de a demonstra cum este cu adevarat si spune ca voturile negative pe care le-a primit sunt datorate firii lui emotive. Emanuel, socat dupa nominalizare, a afirmat in fata camerelor: ”Am fost aproape zdrobit!” Concurentul si-ar dori sa fie salvat de la eliminare pentru ca merita si nu din mila. Robert a declarat ca se simte atras de Cassandra si ar fi dispus chiar sa se si casatoreasca cu ea. |
| titlu rând A | celulă B | celulă C |